# Belle endormie
 (mai 2024).
Si vous disposez d'ouvrages ou d'articles de référence ou si vous connaissez des sites web de qualité traitant du thème abordé ici, merci de compléter l'article en donnant les références utiles à sa vérifiabilité et en les liant à la section « Notes et références ».
Pour les articles homonymes, voir La Belle Endormie.
Belle endormie est un surnom donné à un certain nombre de villes de France au moment des élections par les candidats d'opposition quels qu'ils soient.
On a ainsi appliqué le concept aux villes de Douai, d'Arras, d'Aix-en-Provence, de Bordeaux ou de Reims sans que la liste soit exhaustive et sans que l'une ou l'autre ne l'emporte particulièrement sur les autres en matière d'inactivité.
Le développement d'internet depuis vingt ans a quelque peu démystifié le procédé en donnant accès aux médias régionaux à l'ensemble des habitants du territoire national, montrant l'utilisation systématique de ce qui demeure un commode et classique thème de campagne.